# سوراز
سوراز (به لاتین: Suraż) یک شهر در لهستان است که در گمینا سوراژ واقع شده‌است. سوراز ۳۳٫۸۶ کیلومتر مربع مساحت و ۱٬۰۱۲ نفر جمعیت دارد.